# نادي أتلتيكو بروفينسيال
نادي أتلتيكو بروفينسيال هو نادي رياضي أرجنتيني يقع في مدينة روساريو.
ألوان الفريق الأساسية: أحمر وأبيض.

## وصلات خارجية
- الموقع الرسمي